# Sam Neill
Sam Neill DCNZM, OBE (14. rujna 1947.), novozelandski filmski i televizijski glumac.
Rodio se kao Nigel John Dermot Neill u Omaghu, okrug Tyrone, Sjeverna Irska.
Otac Dermot bio je vojni časnik obrazovan na prestižnim vojnim školama, a majka Priscilla bila je Engleskinja.
Roditelji su mu posjedovali najveću prodavaonicu pića na Novom Zelandu.
Na Novi Zeland vratio se sa sedam godina. Poslan je u anglikanski internat za dječake, a kasnije je nastavio obrazovanje na nekoliko fakulteta. Tijekom visokoškolskog obrazovanja dobio je i nadimak Sam te je bio izložen glumi.
Glumi od 1977. godine, te je do sada ostvario niz uloga. Najpoznatiji je kao tumač glavne uloge u filmu "Reilly, as špijuna", odrasli Damien u filmu "Omen III: Posljednji sukob" i dr. Alan Grant u filmu "Jurski park".
Redatelj Peter Jackson ponudio mu je ulogu Elronda u filmu "Gospodar prstenova", ali ju je morao odbiti jer je ugovorom bio vezan da snimi Jurski park III.
Snimio je i film "Merlin", glumeći legendarnog čarobnjaka, a nasuprot njemu bio je Rutger Hauer kao zli kralj Vortigern.
Kad je Roger Moore snimio posljednji film o Jamesu Bondu 1985. godine, on je ozbiljno razmatran za njegovog nasljednika, ali nije se svidio producentu.
Ženio se dva puta, ima sina i kćer.
Podržava legalizaciju kanabisa, te je zbog toga bio i uhićivan.